# Bataille de Caishi
Guerres entre les dynasties Jin et Song
La bataille de Caishi (chinois simplifié : 采石之战 ; chinois traditionnel : 採石之戰 ; pinyin : cǎishí zhī zhàn ; litt. « Guerre de Caishi » ou chinois simplifié : 釆石矶之役 ; chinois traditionnel : 釆石磯之役 ; pinyin : cǎishíjī zhī yì ; litt. « bataille de la jetée de Caishi ») a lieu en 1161 et fait suite à la tentative des Jurchens de la dynastie Jin de traverser le fleuve Yangzi Jiang, afin de commencer l'invasion des territoires contrôlés par les Song du Sud. Elle succède à la bataille de Tangdao sur la Mer de Chine orientale.
La marine Song est principalement constituée de navires à roues à aubes, qui sont plus rapides et manœuvrables que les navires Jin, ce qui procure un avantage certain aux Song. La flotte est dans un premier temps cachée derrière l'île de Jinshan avant de se révéler au signal d'un éclaireur au sommet d'un pic de l'île. Les Song bombardent alors les navires adverses à l'aide de trébuchets envoyant des « bombes coup de tonnerre » (霹雳炮, pīlì bāo) remplies de chaux, créant ainsi un nuage nocif après leur explosion. Les Jin sont d'autant plus sévèrement battus que l'empereur humilié Wanyan Liang (完颜亮 / 完顏亮, wányán liàng, 1122 – 1161)  est assassiné par ses propres hommes. S'ensuit un traité de paix signé en 1164 entre les Song et les Jin, qui met fin aux violences et aux conflits entre les deux parties pour les quarante années suivantes.